# Супер пес (фільм)
Супер пес (англ. Top Dog) — американський комедійний бойовик режисера Аарона Норріса.

## Сюжет
Крутий поліцейський Джейк Вайлдер, відомий у місті завдяки своїй безстрашності, непробивності і загостреному почуттю справедливості, отримує нового напарника. І ним стає пес з кличкою Рено. Спершу непримиренні одинаки Вайлдер і Рено відкидають допомогу і союзництво один одного, але незабаром розуміють, що їх взаємна допомога просто необхідна. Так бере початок серія неймовірних пригод і подій, які належить пережити двом колегам — поліцейським. Разом їм доведеться знайти і знешкодити небезпечних злочинців, а також покласти край контрабанді зброї, яка відбувається на патрульованій ними території.

## У ролях
- Чак Норріс — Джейк Вайлдер
- Мішель Ламар Річардс — Саванна Боетті
- Ерік фон Деттен — Метью Свенсон
- Карміне Каріді — сержант Лу Суонсон
- Клайд Кусацу — капітан Каллахан
- Кай Вулфф — Отто Дітріх
- Пітер Севард Мур — Карл Коллер
- Тімоті Боттомс — Нельсон Хаусман
- Франческо Куінн — Марк Картейнс